# 裂石温泉
裂石温泉（さけいしおんせん）は、山梨県甲州市（旧国甲斐国）にある温泉。秩父多摩甲斐国立公園内に位置する。

## 泉質
アルカリ性単純泉で、無色透明の源泉である。
- 源泉温度27℃
- pH 9.9

## 温泉街
一軒宿の「雲峰荘」があり、源泉をペットボトルに詰めたミネラルウォーターの販売もしている。
中里介山が逗留した雲峰寺が近くにある。大菩薩嶺の登山口も至近である。

## 歴史
開湯伝説によれば、1200年前の開湯である。
落雷により割れた岩の間から源泉が湧出したとされる。石が裂けたことが泉名の由来となった。

## アクセス
- 鉄道：JR中央本線塩山駅より甲州市市民バス乗車、大菩薩登山口停留所下車（塩山駅から約40分）。徒歩約5分。
- 道路：国道411号（青梅街道）